# ريتشارد غراهام فروست
ريتشارد غراهام فروست (بالإنجليزية: Richard Graham Frost)‏ هو محامي وسياسي أمريكي، ولد في 29 ديسمبر 1851 في سانت لويس في الولايات المتحدة، وتوفي بنفس المكان في 1 فبراير 1900. حزبياً، نشط في الحزب الديمقراطي. وقد انتخب عضو مجلس النواب الأمريكي.